# Ковернинский уезд
Ковернинский уезд — административно-территориальная единица Костромской губернии РСФСР, существовавшая в 1918—1922 годах. Административный центр — село Ковернино.
Ковернинский уезд был образован в 1918 году из части Макарьевского уезда Костромской губернии.
27 июля 1922 года Ковернинский уезд был упразднён, а его территория распределена между Юрьевецким уездом Иваново-Вознесенской губернии и Варнавинским и Семёновским уездами Нижегородской губернии.

## Административное деление
В 1922 году в состав уезда входило 17 волостей:
- Абрашкинская,
- Белбажская,
- Бортниковская,
- Боярская,
- Гарская,
- Дорофеевская,
- Ильинско-Заборская,
- Каргинская,
- Ковернинская (адм. центр — Ковернино),
- Ловыгинская,
- Мамонтовская,
- Скоробогатовская,
- Сокольская (адм. центр — Сокольское),
- Усть-Никольская,
- Тютюкинская,
- Фёдоровская,
- Юровская.